# Drapeaux transgenres

Drapeau de la fierté transgenre, dessiné par Monica Helms en 1999.

Plusieurs drapeaux ont été créés et utilisés par différents individus, organisations et communautés trans,. Les différents drapeaux ont été et continuent d'être utilisés pour représenter la fierté, la diversité, les droits et/ou le souvenir des personnes trans.
Plusieurs drapeaux ont été créés de manière indépendante, dans les années 1990 et au début des années 2000. Le plus connu est celui de la fierté transgenre dessiné par Monica Helms en 1999, devenu le symbole de la transidentité.
Un certain nombre de communautés ont créé leurs propres variations et drapeaux,.
Les couleurs du drapeau transgenre apparaissent également dans les drapeaux LGBT+, comme le drapeau arc-en-ciel depuis 2017.

## Premiers drapeaux

### Dawn Holland (1991)
Le premier drapeau transgenre connu est créé en 1991 par une femme trans, Dawn Holland, pour l'organisation américaine Queer Nation Transgender Focus Group. Il se compose d'un arrière-plan blanc, avec un triangle rose centré et quatre cercles genrés (portant une flèche ou une croix) symbolisant les personnes trans œuvrant ensemble. Le triangle rose est un symbole utilisé par l'Allemagne nazie pour identifier les prisonniers homosexuels dans les années 1930 et 1940. Dans les années 1980, il est réapproprié par les personnes gays comme un symbole de fierté.
Ce drapeau créé par Dawn Holland n'a pas connu de succès.

### Captain John (1999)
En 1999, Jonathan Andrew, homme trans connu sous le pseudonyme Captain John, conçoit un drapeau pour les personnes issues de la communauté trans. Ce drapeau se compose de sept bandes alternant le rose et le bleu clair, séparées par de fines rayures blanches et comportant, dans le coin supérieur gauche, un seul symbole rassemblant celui de Vénus et celui de Mars (« ⚥ ») en rose. Ce design se veut plus proche du drapeau LGBT arc-en-ciel. Jonathan Andrew le conçoit sans connaître celui de Dawn Holland, et croit alors créer le premier drapeau trans, ses recherches en ligne n'ayant rien donné.

## Drapeau de la fierté transgenre (1999)

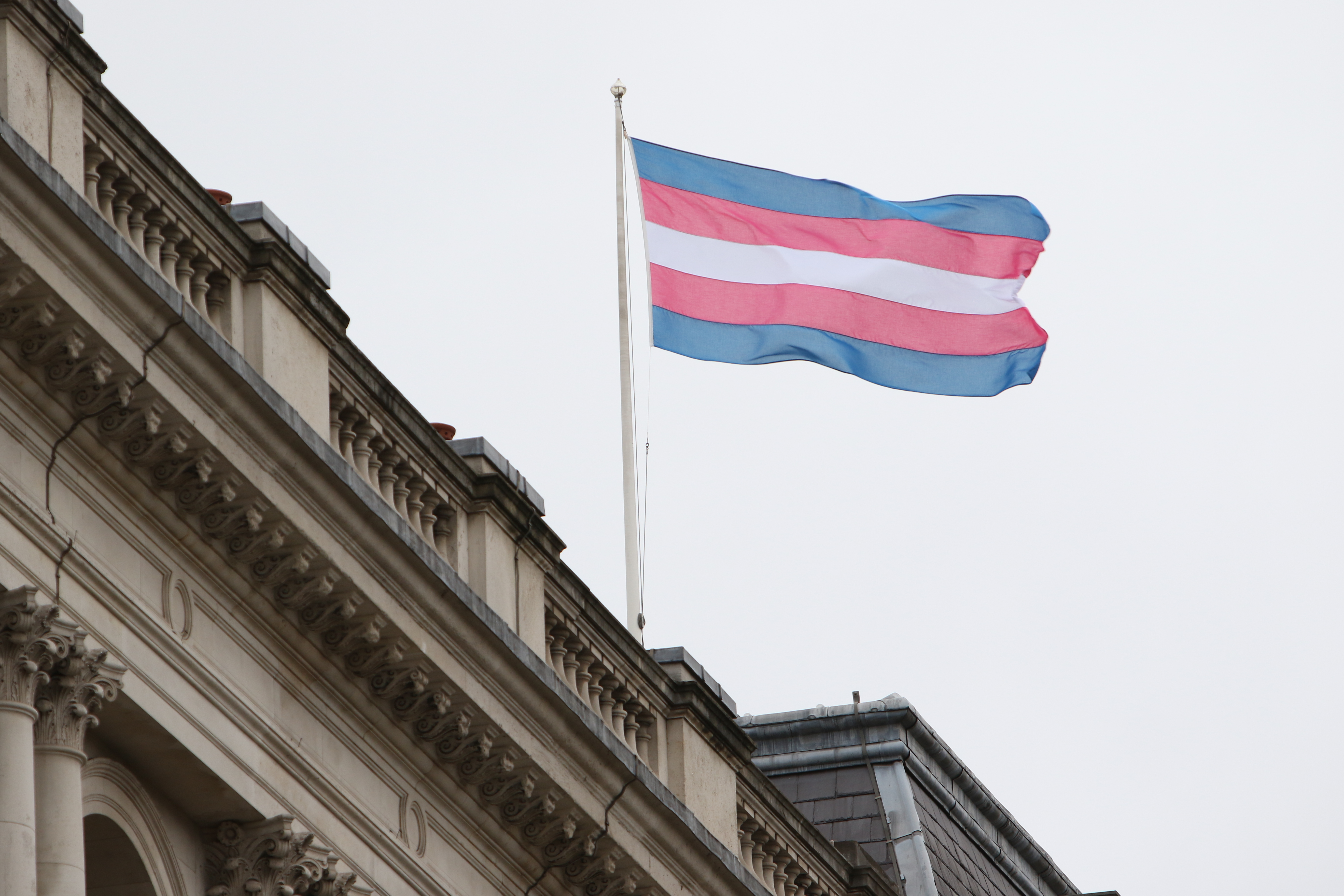
Le drapeau de la fierté transgenre sur le bâtiment du Foreign Office à Londres à l'occasion de la Journée du souvenir trans le 20 novembre 2017.

Bien qu'il existe plusieurs drapeaux reflétant les nombreuses identités de genres au sein de la grande communauté trans, le plus répandu est le « Drapeau de la fierté transgenre » créé en 1999 et qui symbolise la fierté et la diversité transgenre, ainsi que les droits des personnes trans.

### Conception
Le drapeau de la fierté transgenre a été créé par la femme trans américaine Monica Helms en août 1999,. Helms est une ancienne militaire et militante active pour les droits des personnes trans. L'idée d'un drapeau lui vient après avoir rencontré Michael Page, créateur du drapeau de la fierté bisexuelle.
Le drapeau représente la communauté transgenre et se compose de cinq bandes horizontales : deux en bleu clair, deux en rose, et une en blanc au centre. Le design à cinq bandes est inspiré du drapeau LGBT arc-en-ciel.
Helms explicite la signification du drapeau de la fierté transgenre ainsi : « Les bandes du haut et du bas sont bleu clair, la couleur traditionnelle pour les bébés garçons. Les bandes qui les suivent sont roses, la couleur traditionnelle pour les bébés filles. La bande du milieu est blanche, pour les personnes intersexes, les personnes en transition ou les personnes qui se considèrent elles-mêmes d'une genre neutre ou indéfini. Le motif est tel que, peu importe la façon dont vous le faites voler, il sera toujours dans le bon sens, ce qui signifie que nous avons la légitimité de nos vies. »,.

### Usage

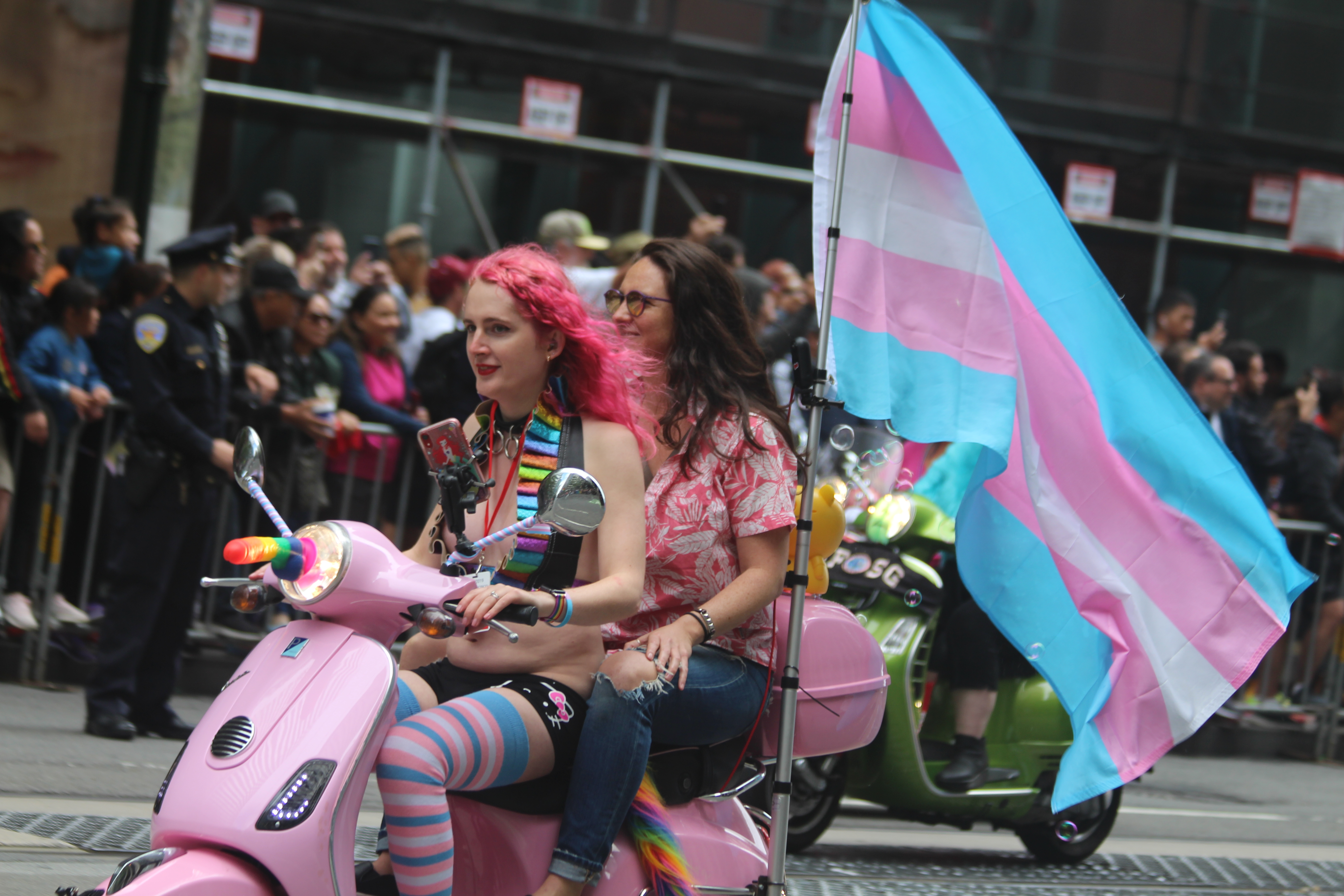
Drapeau trans et chaussettes aux couleurs du drapeau trans à la San Francisco Pride de 2019.

Monica Helms présente son drapeau pour la première fois lors de la marche des fiertés à Phoenix (Arizona), en 2000. Rapidement, le drapeau connaît une grande popularité et est porté dans de nombreuses manifestations.
Au Royaume-Uni, le conseil de Brighton et Hove élève le drapeau lors de la journée du souvenir trans. Transport for London a aussi fait flotter le drapeau au 55 Broadway du métro de Londres, pour la semaine de sensibilisation transgenre en 2016.
Il s'est également élevé devant un public important au Castro de San Francisco (où le drapeau arc-en-ciel volait habituellement) pour la première fois le 19 et le 20 novembre 2012, en commémoration du Transgender Day of Remembrance (journée du souvenir trans,,). La cérémonie d'élévation du drapeau a été présidée par la drag queen locale La Monistat,. En 2016, le comté de Santa Clara est devenu le premier comté des États-Unis à élever le drapeau de la fierté transgenre.
Le 19 août 2014, Monica Helms a fait don du drapeau original de la fierté transgenre au musée national d'histoire américaine, quinze ans après sa création. Le drapeau est affiché dans la Maison Blanche durant le mois des fiertés 2016.
En 2017, la journaliste Samantha Allen note que le drapeau est décliné dans de nombreux produits, et qu'on le rencontre à de nombreuses occasions, preuve de sa popularité.
En novembre 2020, le drapeau devient officiellement un émoji (🏳️‍⚧️).

## Autres drapeaux ultérieurs

### Drapeau transgenre de Jennifer Pellinen (2002)

Le drapeau transgenre de Jennifer Pellinen.

En 2002, Jennifer Pellinen crée un drapeau transgenre sans connaître celui de Monica Helms. Le design s'inspire du drapeau arc-en-ciel, avec cinq bandes de couleur allant du rose au bleu (couleurs associées à la féminité et à la masculinité). Les trois bandes colorées entre les deux permettent d'illustrer « les différentes nuances [des identités] non cisgenre ». Son drapeau est dans le domaine public, et il est utilisé par l'organisation basée au Royaume-Uni Wipe Out Transphobia.

Drapeau transgenre et genderqueer israélien.

### Drapeau transgenre et genderqueer (Israël)
Un drapeau est utilisé par certaines communautés transgenres et genderqueer en Israël,. Ce drapeau est vert, avec le symbole transgenre en noir, au centre.

### Drapeaux Trans canadiens

#### Michelle Lindsay (Ottawa)

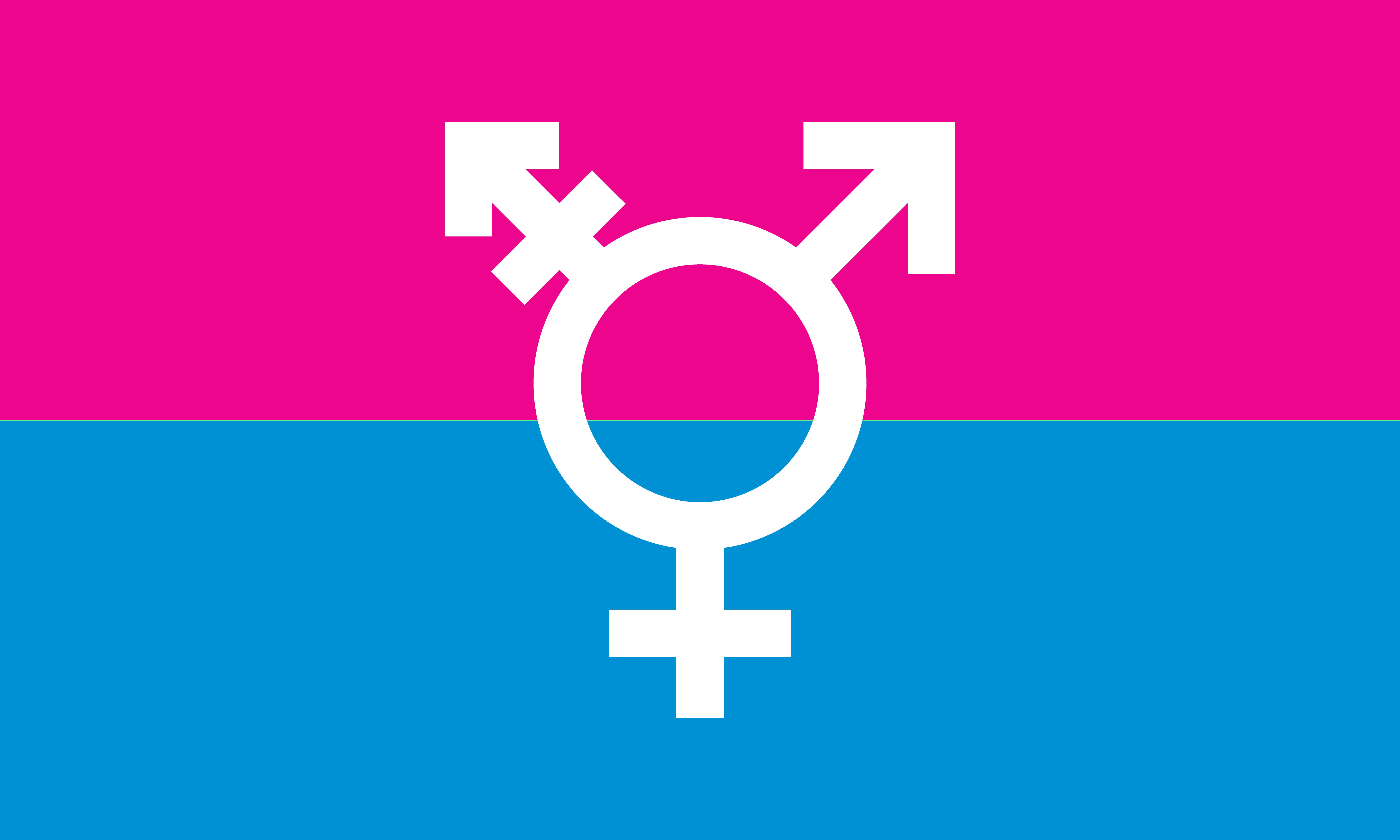
Drapeau trans créé par la canadienne Michelle Lindsay.

En Ontario, au Canada, un drapeau connu sous le nom « drapeau trans », créé par la designeuse graphique d'Ottawa, Michelle Lindsay, est utilisé. Il se compose de deux bandes, celle du haut représentant la femme, et celle du bas représentant l'homme, avec le symbole transgenre centré en blanc, superposé.
Ce Drapeau Trans était le premier à être utilisé par la communauté trans de la zone d'Ottawa, pour l'édition 2010 de la journée du souvenir trans. Cet évènement comprenait une cérémonie au cours de laquelle la police d'Ottawa dévoilait et élevait le drapeau. La cérémonie s'est répétée pour l'édition 2011 de la journée du souvenir trans d'Ottawa et Gatineau, cette fois-ci rejointe par le service paramédic d'Ottawa, l'hôtel de ville d'Ottawa, et l'hôtel de ville de Gatineau, qui ont également élevé le drapeau trans pendant leurs propres cérémonies. La liste des groupes ayant déployé officiellement le drapeau trans dans la région d'Ottawa-Gatineau, dans le cadre de la journée du souvenir trans, a augmenté chaque année[citation nécessaire]. Le Drapeau Trans a aussi été utilisé dans le cadre de la marche des fiertés de Peterborough, en Ontario.

#### Trans Kaleidoscope (Toronto Trans Alliance)
En 2014, un nouveau drapeau transgenre connu sous le nom « Trans Kaleidoscope » est créé par des membres de l'organisation canadienne Toronto Trans Alliance (TTA). Il est élevé à la première cérémonie de la journée du souvenir trans à l'hôtel de ville de Toronto, le 20 novembre 2014. Il a été choisi par les membres de TTA, via un vote, par rapport au drapeau trans de Monica Helms, jugé insuffisamment représentatif par certains membres de la communauté, en particulier des personnes non-binaires. Le Trans Kaleidoscope est décrit sur le site web de TTA ainsi :

« Les couleurs graduées représentent la gamme des identités de genre du spectre, avec des couleurs individuelles représentant :
- Rose : femmes/féminité
- Violet : les personnes qui ressentent leur identité de genre comme une combinaison d'homme et de femme
- Vert : les personnes qui ressentent leur identité de genre comme ni homme ni femme
- Bleu : hommes/masculinité

Le cercle jaune représente les personnes qui sont intersexuées. »

Le nouveau symbole blanc avec un bord noir est une extension du symbole trans avec les symboles homme et femme, un symbole combiné représentant les personnes ayant une identité de genre combinant homme et femme, et un pôle simple (sans flèche ni barre) représentant les personnes ayant une identité de genre qui n'est ni masculine ni féminine, incarnant la prise de conscience et l'inclusion de tous.
Néanmoins, le choix de ce drapeau a provoqué des critiques de personnes estimant qu'il ne représentait qu'une partie de la communauté trans et n'avait pas été choisi par tout le monde.

### Drapeau Spokane Trans*
En 2012, Spokane Trans* ont créé leur propre version du drapeau transgenre, appelé « drapeau Trans* ». Ils le décrivent sur le blog comme suit : « Les deux bandes du haut représentent l'homme (bleu) vers la femme (rose). Le violet représente la non-binarité et les personnes genderqueer (comme les couleurs du drapeau genderqueer sont verte, blanche, et violette). La bande blanche mince représente toutes les personnes ainsi que les personnes trans* au cours de leur transition ».[source secondaire nécessaire]

### Drapeau Black Trans

Drapeau black trans, avec une bande noire au milieu pour représenter les personnes trans racisées. Il est créé par Raquel Willis en 2015 aux États-Unis, dans le contexte du mouvement Black Lives Matter.

Une variante du « drapeau de la fierté transgenre », appelé « drapeau Black Trans » a été créé par la militante et écrivaine américaine Raquel Willis. La bande du milieu n'est plus blanche, mais noire. Willis l'a créé en tant que symbole pour représenter le niveau élevé de discrimination, de violence, et de meurtres auxquels la communauté trans noire fait face, par rapport au grand mouvement transgenre. Il a été posté pour la première fois sur son compte Facebook[réf. nécessaire]. Il fut utilisé pour la première fois le 25 août 2015 par les militants noirs transgenres à travers les États-Unis[réf. nécessaire], dans le cadre du premier Black Trans Liberation Tuesday qui a eu lieu conjointement avec Black Lives Matter, pour les femmes transgenres noires qui sont décédées au cours de l'année.

## Drapeau transgenre au sein du drapeau des fiertés LGBT+

Drapeau des fiertés LGBT+, incluant le drapeau intersexe (rond violet sur fond doré), le drapeau transgenre, ainsi que deux bandes marron et noire symbolisant l'antiracisme (2021).

Les couleurs du drapeau transgenre se retrouvent dans de nouvelles versions du drapeau des fiertés LGBT. En 2017, les organisateurs de la marche des fiertés de Seattle reprennent le drapeau arc-en-ciel traditionnel de 1978 et le surmontent de trois bandes blanche, rose et bleue pour représenter la transidentité, ainsi que deux bandes marron et noires pour symboliser les personnes queer racisées et l'antiracisme.
En 2018, l'activiste non binaire Daniel Quasar améliore le design, critiqué pour son manque de visibilité, en disposant les nouvelles bandes en triangle. Ce drapeau, dont le design est publié sous licence creative commons et facilement réutilisable, rencontre un succès immédiat.

En 2021, ce drapeau est à nouveau enrichi par l'ajout du symbole et des couleurs des personnes intersexe, par l'action de Intersex Equality Rights UK.

Le drapeau arc-en-ciel "progressiste" par Daniel Quasar (2018) inclut les couleurs de la transidentité.
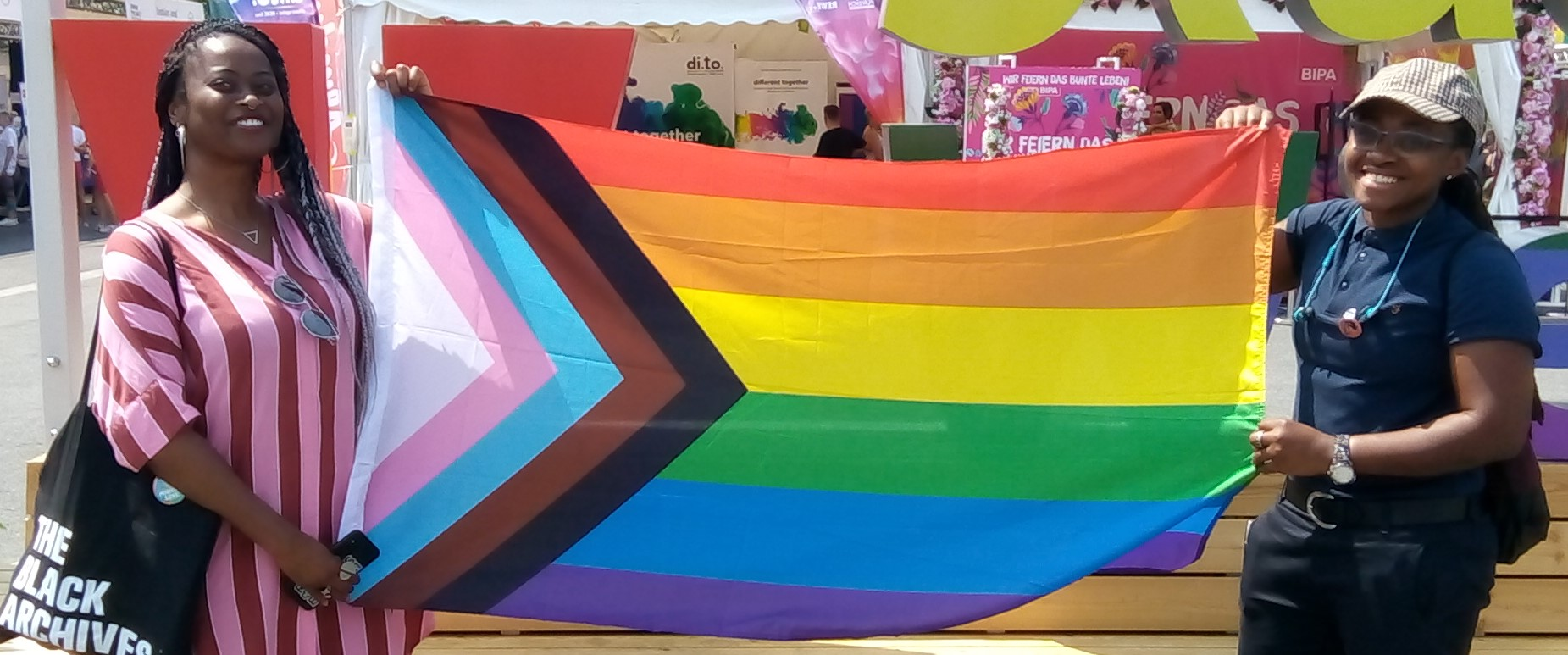
Le drapeau arc-en-ciel "progressiste" par Daniel Quasar, à l'EuroPride 2019 de Vienne en Autriche.

## Drapeaux spécifiques pour différentes identités trans

### Drapeau genderqueer

Drapeau genderqueer (2010).

Le drapeau genderqueer a été conçu en 2010 par Marylin Roxie. Il est composé de trois bandes : une bande violette pour les personnes oscillant entre genre masculin et féminin ; une bande blanche pour les personnes agenre ; une bande verte pour les personnes dont l'identité de genre se situe en dehors de la binarité masculin/féminin.

### Drapeau de la fluidité de genre

Drapeau de la fluidité de genre (2012).

Le drapeau de la fluidité de genre (en référence aux personnes dont l'identité de genre est fluide et varie entre plusieurs pôles) a été créé par JJ Pool, originaire de New York, en 2012. Le drapeau est composé de cinq bandes de couleur : 
- le rose représente la féminité
- le blanc représente tous les genres
- le violet représente une combinaison de la féminité et de la masculinité
- le noir représente l'absence de genre
- le bleu représente la masculinité[35]

Toutefois, il existe de nombreux autres drapeaux qui représentent la fluidité de genre et aucune organisation ne décide quel drapeau est officiel.

### Drapeau de la fierté non-binaire

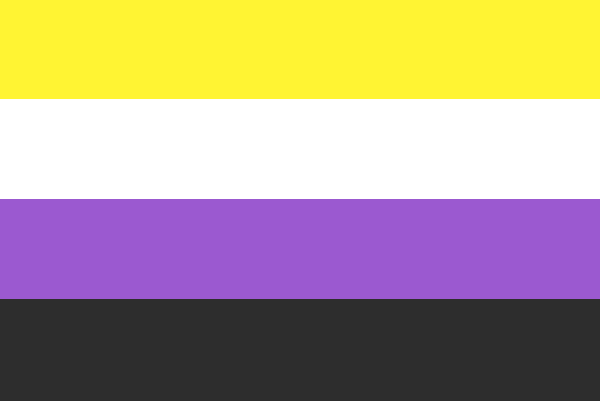
Drapeau non binaire (2014).

Le drapeau de la fierté non binaire a été créé par Kye Rowan en février 2014, après un appel lancé par plusieurs membres de la communauté non binaire demandant un drapeau de la fierté qui représenterait les personnes non binaires ne s'identifiant pas au drapeau genderqueer.
Le drapeau est composé de quatre bandes de couleur (de haut en bas) jaune, blanc, violet et noir :
- le jaune représente les personnes dont le genre existe en dehors du cadre binaire ;
- le blanc représente les personnes qui s'identifient à plusieurs ou à tous les genres ;
- le violet représente les personnes se situant entre le genre masculin et le genre féminin ;
- le noir représente les personnes sans genre ou de genre neutre.